# Erika Rost
Erika Rost z domu Pollmann (ur. 15 lutego 1944 w Werries, obecnie część Hamm) – niemiecka lekkoatletka, sprinterka. W czasie swojej kariery reprezentowała Republikę Federalną Niemiec.
Wystąpiła we wspólnej reprezentacji Niemiec na igrzyskach olimpijskich w 1964 w Tokio. Została zdyskwalifikowana w eliminacjach biegu na 100 metrów, odpadła w eliminacjach biegu na 200 metrów, a sztafeta 4 × 100 metrów w składzie: Karin Frisch, Pollmann, Martha Pensberger i Jutta Heine zajęła w finale 5. miejsce
Rost startując w reprezentacji RFN zdobyła złoty medal w sztafecie 4 × 1 okrążenie (w składzie: Renate Meyer, Rost, Hannelore Trabert i Kirsten Roggenkamp) na pierwszych europejskich igrzyskach halowych w 1966 w Dortmundzie. Na europejskich igrzyskach halowych w 1967 w Pradze sztafeta 4 × 1 okrążenie z jej udziałem została zdyskwalifikowana.
Zwyciężyła w sztafecie 4 × 1 okrążenie (w składzie: Meyer, Trabert, Christa Eisler i Rost) na europejskich igrzyskach halowych w 1968 w Madrycie, a w biegu na 50 metrów zdobyła srebrny medal.
Była mistrzynią RFN w biegu na 100 metrów w 1965 i wicemistrzynią w 1964 oraz mistrzynią w biegu na 200 metrów w 1964 i 1965. Była halową mistrzynią RFN w biegu na 60 metrów w 1967 i wicemistrzynią w 1968.
Była rekordzistką RFN w sztafecie 4 × 100 metrów z czasem 44,5 s (13 września 1964 w Łodzi).